# Franciszek Chałupka
Franciszek Chałupka (Franciszek Chalupka, Francis Chalupka) (1856–1909) – założyciel pierwszych parafii polonijnych w Nowej Anglii.

## Życiorys
Urodził się w Czechach (Cesarstwo Austriackie). Po ukończeniu studiów na ziemiach polskich, 25 marca 1884 przybył do Stanów Zjednoczonych.
Studiował teologię w seminarium w Baltimore, a następnie w seminarium w Detroit Michigan. 20 maja 1888 przyjął święcenia kapłańskie z rąk biskupa Patricka O’Reilly w katedrze św. Michała w Springfield.

Był pierwszym kapłanem polskiego pochodzenia wyświęconym w hrabstwie Hampden.
Aby skorzystać z usług kapłana ze znajomością języka polskiego, parafianie parafii św. Józefa w Webster wysłali zapotrzebowanie do o. Józefa Dąbrowskiego, założyciela i rektora polskiego seminarium św. Cyryla i Metodego w Detroit. Osobą tą został ks. Franciszek Chałupka, ale konieczny był zwrot kosztów nauki w seminarium w wysokości 600 dolarów. Pieniądze zostały zebrane w ciągu dwóch tygodni, a oddzielną, największą kwotą w wysokości 100 dolarów, był dar od trzech amerykanów: Messers G. Tracey, John W. Dobbie i Louis E. Pattison. Po usunięciu przeszkód finansowych, 1 kwietnia 1889, ks. Franciszek Chałupka przybył do parafii św. Józefa w Webster, gdzie celebrował pierwszą mszę św. w nowym kościele. Parafia św. Józefa w Webster była pierwszą parafią polonijną w Nowej Anglii.
Franciszek Chałupka szybko spłacił długi parafii, zakupił ziemię na cmentarz parafialny przy Worcester Road i ziemię pod szkołę parafialną, która została otwarta we wrześniu 1892. Nauczycielkami w niej były cztery Siostry Felicjanki.
W 1890 biskup Patrick O’Reilly mianował go doradcą duchowym grupy odpowiedzialnej za organizację nowych parafii i powierzył mu organizowanie nowej parafii w Chicopee, Massachusetts. 25 grudnia 1891 roku, Franciszek Chałupka odprawił tam pierwszą pasterkę w nowo wybudowanym, nie wykończonym, drewnianym kościele. Budowa tego kościoła trwała 12 lat, a koszt wyniósł 17.000 dolarów.
Kiedy kościół był w budowie, Stany Zjednoczone zostały uderzone przez najcięższą, chociaż krótkotrwałą depresję w historii Ameryki. Cały przemysł zawalił się podczas paniki na giełdzie w 1893 roku. Było duże bezrobocie pośród imigrantów, co spowodowało, że wielu Polaków w Chicopee głodowało. Podczas tego ciężkiego okresu, młody Franciszek Chałupka, odwiedzał domy ludzi zamożnych, prosząc o pomoc finansową. Pieniądze które zebrał były użyte na opłacenie żywności i węgla. Wysiłek młodego kapłana przyniósł mu legendarny status w społeczności imigrantów z Polski.
W 1902 Chałupka powrócił z Chicopee do parafii św. Józefa w Webster. W tym czasie parafialne Towarzystwo św. Józefa (ang. St Joseph’s Society) liczyło 450 członków. W wyniku nieporozumień, w 1903 roku, Towarzystwo podzieliło się na trzy grupy: Kościół narodowy, Towarzystwo św Józefa i Towarzystwo Jana Sobieskiego. Podział ten przyczynił się do rezygnacji z funkcji proboszcza w parafii. W 1908 roku ks. Chałupka przeniósł się do Turners Falls, gdzie pracował nad budową kolejnego kościoła dla imigrantów z Polski.